# Roger Pogoy
Roger Ray Pogoy (Minglanilla, 16 giugno 1992) è un cestista filippino.

## Carriera
Con le Filippine ha disputato i Campionati asiatici del 2017 e i Campionati mondiali del 2019.